# Osservatorio di Wiesbaden
L'Osservatorio di Wiesbaden è un osservatorio astronomico pubblico fondato all'inizio del XX secolo nella città di Wiesbaden, antica e popolosa località termale situata nello stato federale dell'Assia, in Germania. Il complesso osservativo è diretto dalla Astronomische Gesellschaft URANIA Wiesbaden, un'associazione astronomica fondata nel 1925 dall'astronomo Franz Kaiser insieme ad astrofili locali, che contribuì a renderla una delle più antiche associazioni del suo genere in Germania.

## Storia
L'osservatorio era originariamente ospitato nella Oranienschule, un ginnasio situato nel centro della città, ivi esistente dalla seconda metà del XIX secolo. La costituzione di un'associazione astronomica fondata nel 1925 da Franz Kaiser, prolifico e noto astronomo scopritore di asteroidi ed originario di Wiesbaden, diede un decisivo impulso alle attività dell'osservatorio anche a seguito dell'acquisizione di un potente, per quel tempo, telescopio rifrattore.
La guerra e le devastazioni degli alleati nella seconda guerra mondiale distrussero l'edificio; le attività di ricerca poterono proseguire solo dopo il 1954 con il restauro della cupola e nel 1967 fu acquistato un telescopio riflettore Maksutow da 30 cm. Furono avviate ed intensificate collaborazioni con l'istituto medio superiore ed attività divulgative; la strumentazione e la collocazione in un centro popoloso purtroppo non consentivano più osservazioni di qualità.
Nel 1976 l'osservatorio fu trasferito in un nuovo edificio allocato in collina, congiuntamente alla costruzione del nuovo plesso scolastico di Moltkering, la cui posizione offriva condizioni di osservazione notevolmente migliori. Il nuovo complesso osservativo è costituito da un'aula di osservazione e da un'aula integrata nel 1984, con un edificio aggiuntivo costituito da locali di osservazione e deposito. Potendosi effettuare presso la struttura attività scientifica prettamente divulgativa, l'associazione astronomica fondata 100 anni prima da Franz Kaiser si è prodigata negli anni per promuovere la materia astronomica al grande pubblico; con eventi, conferenze, fiere espositrici e l'istituzione di una settimana dedicata (la settimana astronomica).
Nel 1992 è stato acquistato un rifrattore ad alte prestazioni con un'apertura di 206 mm e una lunghezza focale di 1575 mm.

## Strumentazione
Lo strumento principale consta di un rifrattore apocromatico ad alte prestazioni con apertura di 206 mm e focale di 1575 mm. Inoltre sono disponibili un ulteriore rifrattore con 120 mm di apertura e 1800 mm di focale, un telescopio riflettore Maksutov con apertura 300 mm e 4800 mm di lunghezza focale ed altri telescopi più piccoli utilizzati per l'osservazione amatoriale e la divulgazione astronomica.